# Феррейра, Херман
Херман Хулио Сесар Феррейра (исп. Germán Julio César Ferreyra; род. 13 января 1996, Гонсалес-Катан, Буэнос-Айрес) — аргентинский футболист, защитник клуба «Мельбурн Сити».

## Клубная карьера
Феррейра является воспитанником клуба «Велес Сарсфилд», с 2015 года играет на профессиональном уровне, в 2016 году он выступал на правах аренды за «Арсенал» из Саранди. С 2016 по 2018 год играл за чилийскую команду «Унион Ла-Калера», из которой вновь отдавался в аренду в «Арсенал», в 2019 году перешёл в уругвайский «Расинг» из Монтевидео, который покинул в январе 2020 года. В октябре 2020 года подписал контракт с российским клубом «Акрон». Однако для получения патента на работу в России до срока окончания действия паспорта должно оставаться не менее полутора лет, у Феррейры его действие подходило к концу, и он пропустил первую часть сезона 2020/21. В июле 2021 года красноярский «Енисей» заключил контракт с Херманом Феррейрой по схеме «1+1».
После окончания сезона 2023/24 покинул красноярский клуб и перешёл в австралийский «Мельбурн Сити».

## Международная карьера
В апреле 2013 года в составе юношеской сборной Аргентины стал чемпионом Южной Америки. Осенью 2013 года принимал участие в чемпионате мира среди юношей, где занял 4 место.